# Galabinov Spur
Der Galabinov Spur (englisch; bulgarisch Гълъбинов рид Galabinow rid) ist ein schmaler, felsiger und bis zu 1300 m hoher Gebirgskamm an der Danco-Küste des Grahamlands auf der Antarktischen Halbinsel. Vom Detroit-Plateau erstreckt er sich über eine Länge von 1,7 km in westnordwestlicher Richtung in den oberen Abschnitt des Cayley-Gletschers. Er ragt 1,75 km nordöstlich des parallel zu ihm verlaufenden Davidov Spur, 7,5 km südöstlich des Mount Berry und 12,8 km westnordwestlich des Batkun Peak auf.
Britische Wissenschaftler kartierten ihn 1978. Die bulgarische Kommission für Antarktische Geographische Namen benannte ihn 2014 nach dem bulgarischen Bauingenieur Tschawdar Galabinow, der ab 2005 in mehreren Kampagnen auf der St.-Kliment-Ohridski-Station tätig war.